# كاترينا يوشتشينكو
كاترينا يوشتشينكو (بالإنجليزية: Kateryna Yushchenko)‏ هي زوجة الرئيس الأوكراني فيكتور يوشتشينكو أوكرانية-أمريكية مولودة في شيكاغو. عملت مساعدة خاصة منظمة حقوق الإنسان والشؤون الإنسانية. انتقدها معارضو يوشتشينكو لاحتفاظها بالجنسية الأمريكية. أثناء الحملة الانتخابية الماضية، اتهمت كاترينا بممارسة تأثير من حكومة الولايات المتحدة الأمريكية على قرارات زوجها السياسية، بصفتها موظفة في وزارة الخارجية الأمريكية وحتى عميلة لوكالة المخابرات المركزية.
اتهمت قبلا من طرف صحفي التلفزيون الروسي ميخائيل ليوتيف بقيادة مشروع أمريكي لمساعدة يوشتشينكو للاستيلاء على السلطة في أوكرانيا؛ في كانون ثاني يناير 2002، ربحت قضيّة تشهير ضده. قامت قناة التلفزيون الأوكرانية المؤيدة للحكومة بإلغاء إدعاءات ليونتيف في 2001 ولكن في كانون ثاني يناير 2003 بعد أن ربحت كاترينا قضية تشهير ضد القناة أيضًا.